# Alpheopsis labis
Alpheopsis labis är en kräftdjursart som beskrevs av Fenner A. Chace 1972. Alpheopsis labis ingår i släktet Alpheopsis och familjen Alpheidae. Inga underarter finns listade i Catalogue of Life.